# Simone Posey
Simone Rene Posey ist eine US-amerikanische Schauspielerin und Tänzerin.

## Leben
Posey stammt aus dem Prince George’s County im US-Bundesstaat Maryland. Während ihrer Schulzeit nahm sie an mehreren Tanzwettbewerben teil und erlangte ihren Bachelor of Fine Arts in Tanzen an der Towson University. Nach ihrem dortigen Abschluss zog sie nach New York City, wo sie fünf Jahre lang lebte. Über ihre Freundin Daffany M. Clark fand sie den Weg zum Filmschauspiel.
Ihr Fernsehschauspieldebüt machte Posey 2018 in Illegal Aliens. Im Folgejahr erhielt sie eine Rollenbesetzung im Film Rot. In den nächsten Jahren erhielt sie Rollenbesetzungen in verschiedenen Kurzfilmproduktionen und Episodenrollen in verschiedenen Fernsehserien. 2020 spielte sie in zwei Episoden der Miniserie Another Que’ Rashad Moment mit. 2022 stellte sie in vier Episoden der Fernsehserie Good Trouble die Rolle der Katrina dar. Zwischen 2022 und 2023 spielte sie in der Miniserie Honest T mit. 2023 spielte sie in dem vom Filmstudio The Asylum produzierten Film Battle of the Atlantic – America vs Russia in der Rolle der Veronica Vachs mit.

## Filmografie (Auswahl)
- 2018: Illegal Aliens (Fernsehfilm)
- 2019: Rot
- 2019: In a Beat (Kurzfilm)
- 2020: Casting the Net (Fernsehserie, Episode 1x06)
- 2020: Bompton Had a Dream
- 2020: Insecure (Fernsehserie, Episode 4x05)
- 2020: 19th Hart Street (Kurzfilm)
- 2020: Another Que’ Rashad Moment (Miniserie, 2 Episoden)
- 2020: Confess (Kurzfilm)
- 2021: Stay
- 2021: Jagged Joy (Kurzfilm)
- 2022: KXNG D.O.P.E. (Fernsehserie, Episode 1x03)
- 2022: Good Trouble (Fernsehserie, 4 Episoden)
- 2022: TIDE (Kurzfilm)
- 2022: Rent & Go (Fernsehfilm)
- 2022: Remember Me: The Mahalia Jackson Story
- 2022: Santa Games
- 2022–2023: Honest T (Miniserie, 4 Episoden)
- 2023: Kings of L.A.
- 2023: Battle of the Atlantic – America vs Russia (Top Gunner: Battle of the Atlantic)
- 2024: Poker High (Kurzfilm)

## Theater (Auswahl)
- Misunderstood, Regie: Morris Chestnut und Jorge Sanchez, The Matrix Theatre
- Dreamcatcher, Regie: Jorge Sanchez, The Hudson Theatre

## Tanz (Auswahl)
- Obama Administration Black History Month Celebration, U.S. Office of Budget
- Daddy Yankee, Duro
- E40 Konshens & Ty$, One Night
- Ashanti ft French Montana, Early in the Morning
- The W Hotel Sunday Soirre, The W Hotel, Hollywood
- LA Sparks Live Staples Center, Staples Center
- Joseph Webb’s Dancing Buddhas, American Tap Dance Foundation